# Serie 5 (DBU København)
 For alternative betydninger, se Serie 5. (Se også artikler, som begynder med Serie 5)
Serie 5 (DBU København) er den ellevtebedste fodboldrække (en blandt flere), i dansk fodbold.
Det er den sjettebedste og den laveste fodboldrække for herrer administeret af lokalunionen DBU København.

## Nuværende hold i Serie 5
| Nuværende hold i Serie 5, pulje 1A | Nuværende hold i Serie 5, pulje 1B |
| ---------------------------------- | ---------------------------------- |
| FC Whop en Dei                     | FC Ryparken                        |
| KodaSyd FC                         | Ørestad IF                         |
| Nordvest FC                        | Sydkysten BK                       |
| Borghaven IF                       | BK Stefan                          |
| Dunses Disciple                    | Sydhavn FF                         |
| Blue Star Academy                  | Fremad Forsing                     |
| KP Zebras                          | BK Døvania                         |
| MBFF                               | Champeinz United                   |
| Tsunami FC (udgået)                |                                    |